# У окна
«У окна» (фр. À la fenêtre) — картина-натюрморт французского художника-постимпрессиониста Поля Гогена из собрания Государственного Эрмитажа.
На картине изображён стол у окна, покрытый жёлтой скатертью; на столе расположены массивная глиняная кружка, небольшой стеклянный графинчик, стеклянный стакан с чайной ложкой в нём, целый лимон на блюдце и два больших куска сахара, лежащих прямо на столе. Справа внизу подпись художника и дата: P. Gauguin 1882.
Как следует из авторской подписи картина написана в 1882 году. Предполагается, что на ней изображён уголок парижской квартиры Гогена на улице Карсель, где он жил с 1880 года. Неизвестно, когда картина оказалась в собрании Бьорна Стефенсона в Копенгагене, вероятно она была привезена в Данию женой Гогена Метте и продана в 1890-е годы, когда Гоген уехал на Таити, а Метте Гоген (датчанка по происхождению) с детьми осталась без средств к существованию и была вынуждена вернуться на родину.
В 1927 году картина была выставлена в берлинской галерее Маттхизена, где её купил немецкий предприниматель и коллекционер Отто Кребса из Веймара. После смерти Кребса весной 1941 года от рака картина хранилась в хольцдорфском поместье Кребса под Веймаром. Во время Второй мировой войны коллекция Кребса была спрятана в специально-оборудованном сейфе-тайнике, построенном под одной из хозяйственных построек поместья. В 1945 году Хольцдорф был занят советскими войсками, в поместье Кребса расположилось управление Советской военной администрации в Германии. Коллекция, включая «У окна», была обнаружена и описана на месте советскими трофейными командами, занимающимися сбором произведений искусства и вывозом их в СССР, после чего в 1949 году в качестве репарации отправлена в Государственный Эрмитаж (по описи значилась под названием «Натюрморт с бутылкой»), где долгое время хранилась в запасниках и не была известна широкой публике и даже большинству исследователей. Мало того, на Западе считалось, что коллекция Кребса погибла во время Второй мировой войны.
Вновь картина была показана публике лишь в 1995 году на эрмитажной выставке трофейного искусства; с 2001 года числится в постоянной экспозиции Эрмитажа и с конца 2014 года выставляется в Галерее памяти Сергея Щукина и братьев Морозовых в здании Главного Штаба (зал 412).
Скорее всего в том же 1882 году именно этот натюрморт был выставлен на Седьмой выставке импрессионистов под названием «У окна. Натюрморт» (каталожный № 23). Ж. К. Гюисманс, оценивая показанные на этой выставке работы Гогена, отмечал их «грязный и глухой колорит». Всего на Седьмой выставке импрессионистов Гоген показал 13 картин (№18—30 по каталогу), из них четыре натюрморта, по мнению А. Г. Костеневича «идентифицировать которые по одним названиям довольно трудно (да и названия недостаточно конкретны)».
Составитель первого каталога-резоне творчества Гогена Ж. Вильденштейн первоначально полагал, что под выставочным каталожным № 23 на Седьмой выставке импрессионистов была продемонстрирована другая картина Гогена, «Ваза с цветами у окна» (Реннский музей изящных искусств; 1881 год; холст, масло; 19 × 27 см; инвентарный № D.54.2.1). Однако, поскольку картина из бывшего собрания Кребса хранилась в закрытых фондах Эрмитажа и была недоступна для исследователей, то Вильденштейн её не знал и, соответственно, картина не была включена в каталог-резоне Гогена, вышедший в 1964 году. Костеневич сопоставил реннскую картину с работой, указанной в выставочном каталоге под № 18 и с названием «Цветы. Натюрморт». В новый каталог-резоне, вышедший в 2001 году, картина была включена под № 92, там же составители каталога Д. Вильденштейн и С. Круссар согласились с мнением Костеневича, что именно эрмитажная картина скорее всего значилась в каталоге Седьмой выставки импрессионистов под № 23, а реннская картина под № 18.
Большая глиняная кружка, самый приметный элемент всей композиции, является керамической копией деревянной кружки-танкарда, изготовленной то ли в Дании, то ли в Норвегии в XVIII веке; оригинал танкарда находится в частной коллекции и выставляется в Трафальгарской галерее в Лондоне. Сильвия Круссар указывает, что танкард принадлежал Метте Гоген. Впервые Гоген его изобразил в 1880 году на картине «Деревянный танкард и железный кувшин» (Чикагский художественный институт; холст, масло; 65 × 65 см; инвентарный № 1999.362). В 1884 году Гоген вновь написал танкард в картине «Уснувший Кловис (Спящий ребёнок)» (коллекция Самуэля Йозефовица в Лозанне), а в следующем году — в «Натюрморте в интерьере» (частная коллекция в Швейцария).
Сам Гоген в это время, вследствие крушения биржи и собственных финансовых неудач отказался от профессии биржевого маклера и решил посвятить всё своё время занятиям живописью. В связи с этим главный научный сотрудник Отдела западноевропейского изобразительного искусства Государственного Эрмитажа А. Г. Костеневич в своём очерке истории искусства Франции, анализируя картину, писал: 

Самую раннюю эрмитажную работу Гогена «У окна» ещё отличает желание художника следовать за импрессионистами в передаче эффектов света, стремление, впрочем, не противоречившее усвоению уроков старых мастеров, прежде всего Шардена. Начало 1882 г., когда писался натюрморт, знаменовало для него критический рубеж. <…> В натюрморте «У окна», отчасти в мотиве, но больше в сдержанности колорита, отразилось внутреннее состояние автора, который будет упрямо идти своей дорогой и искать равновесия в самом себе.

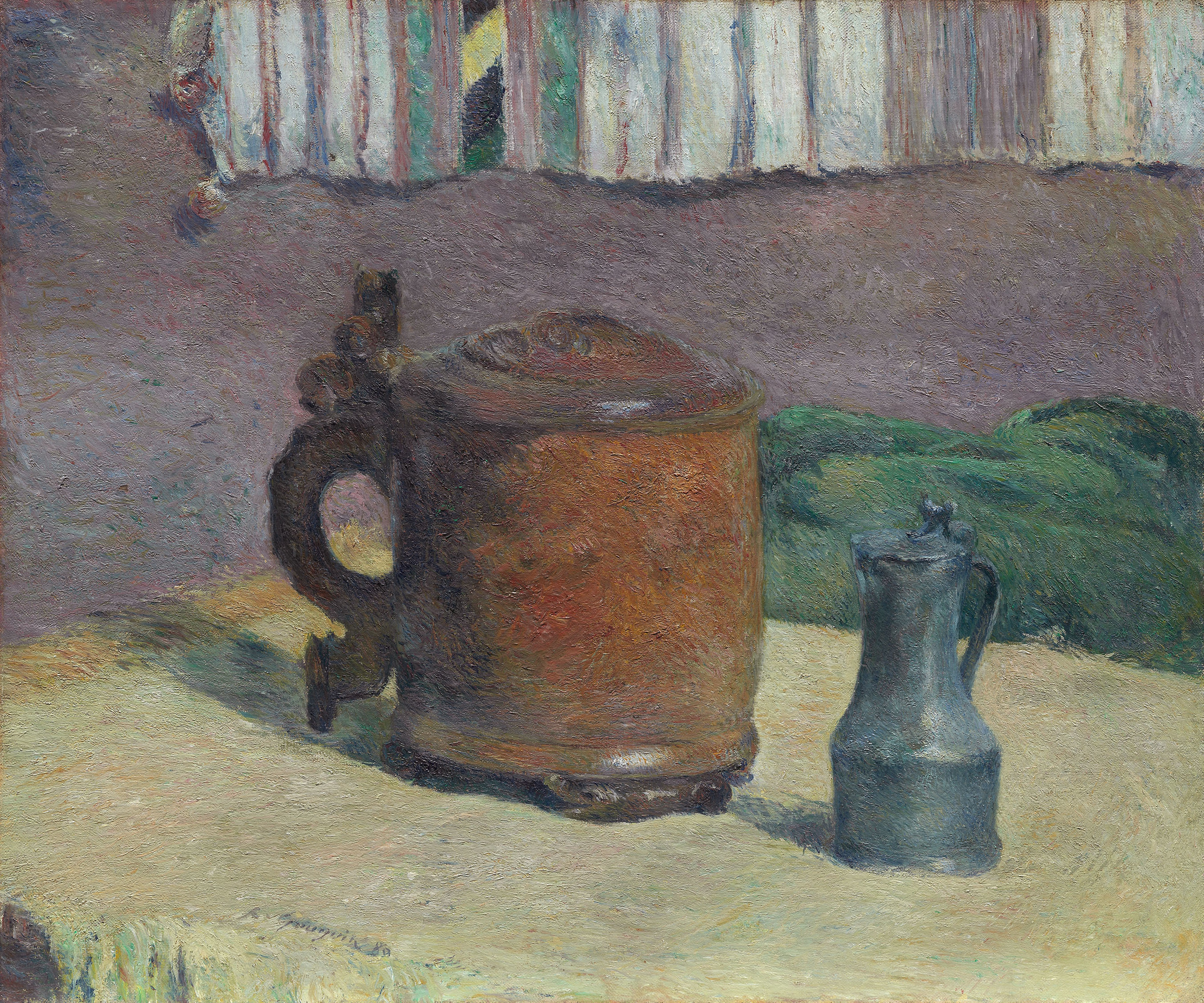
«Деревянный танкард и железный кувшин». Чикагский институт искусств
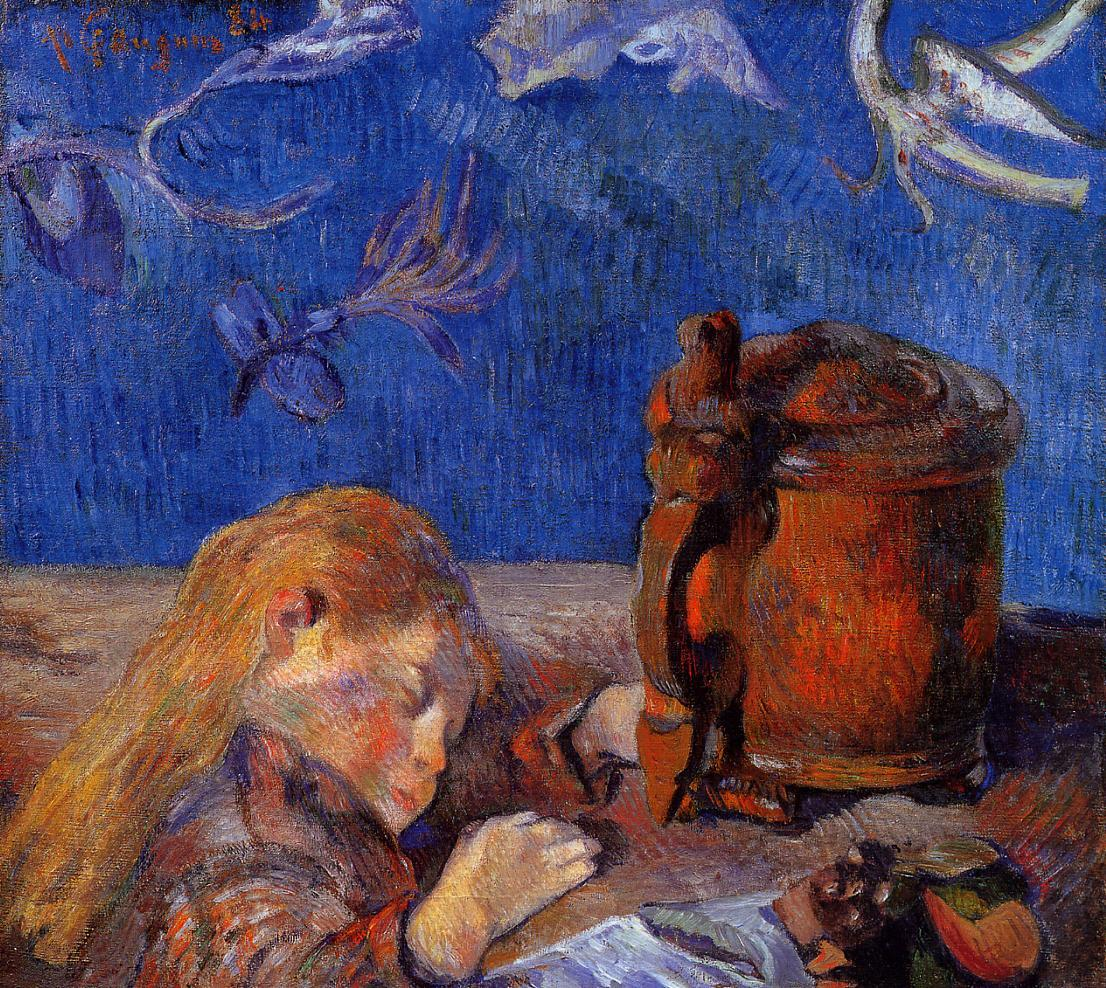
«Уснувший Кловис (Спящий ребёнок)». Частная коллекция, Лозанна
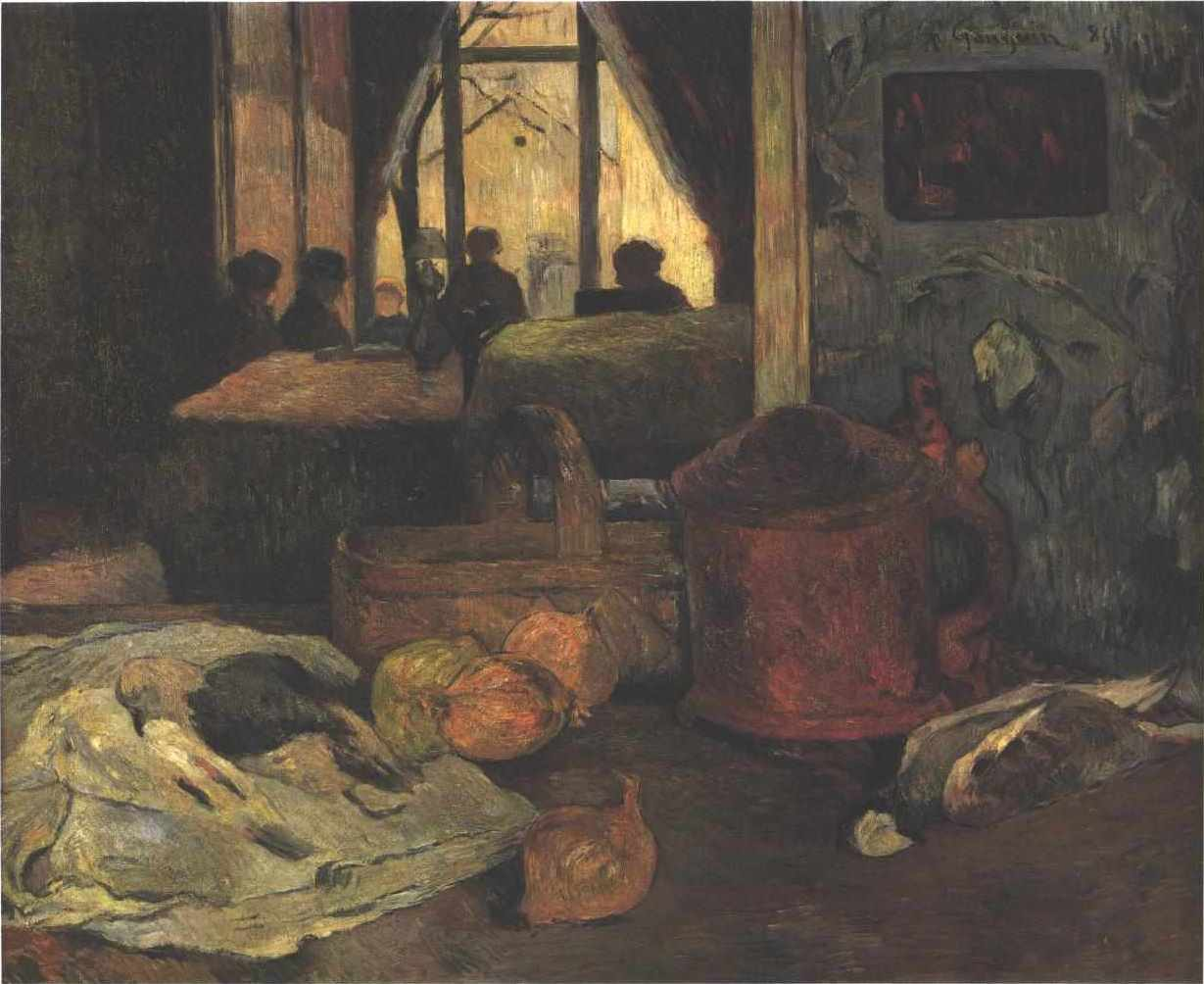
«Натюрморт в интерьере». Частная коллекция, Швейцария
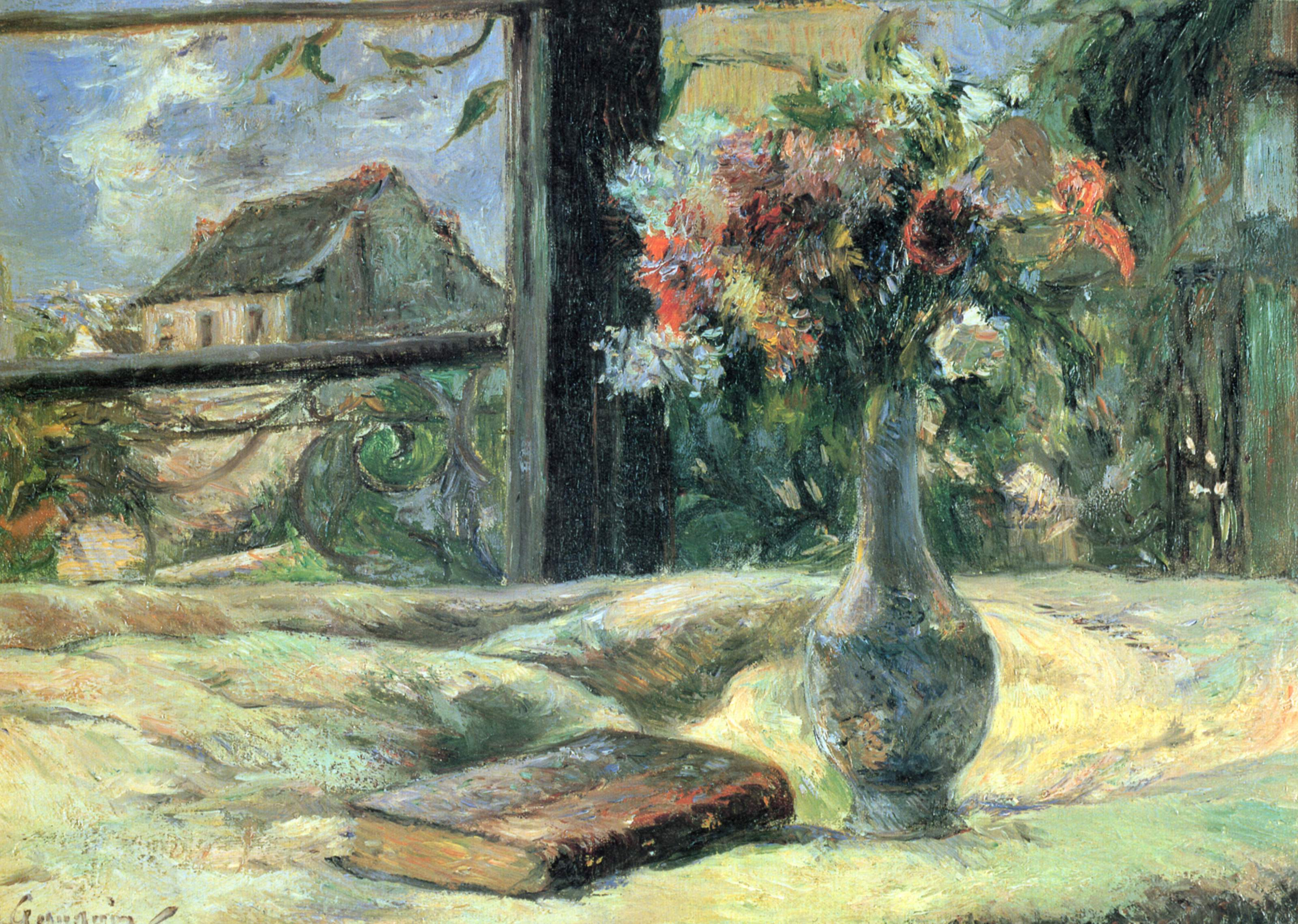
«Ваза с цветами у окна». Реннский музей изящных искусств